# او ميكوجي

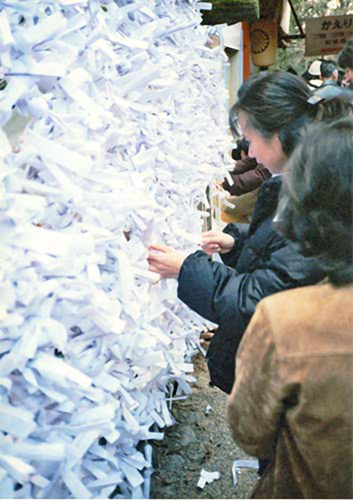
ربط الاو ميكوجي في معبد كاسوجا في مدينة نار اليابانية

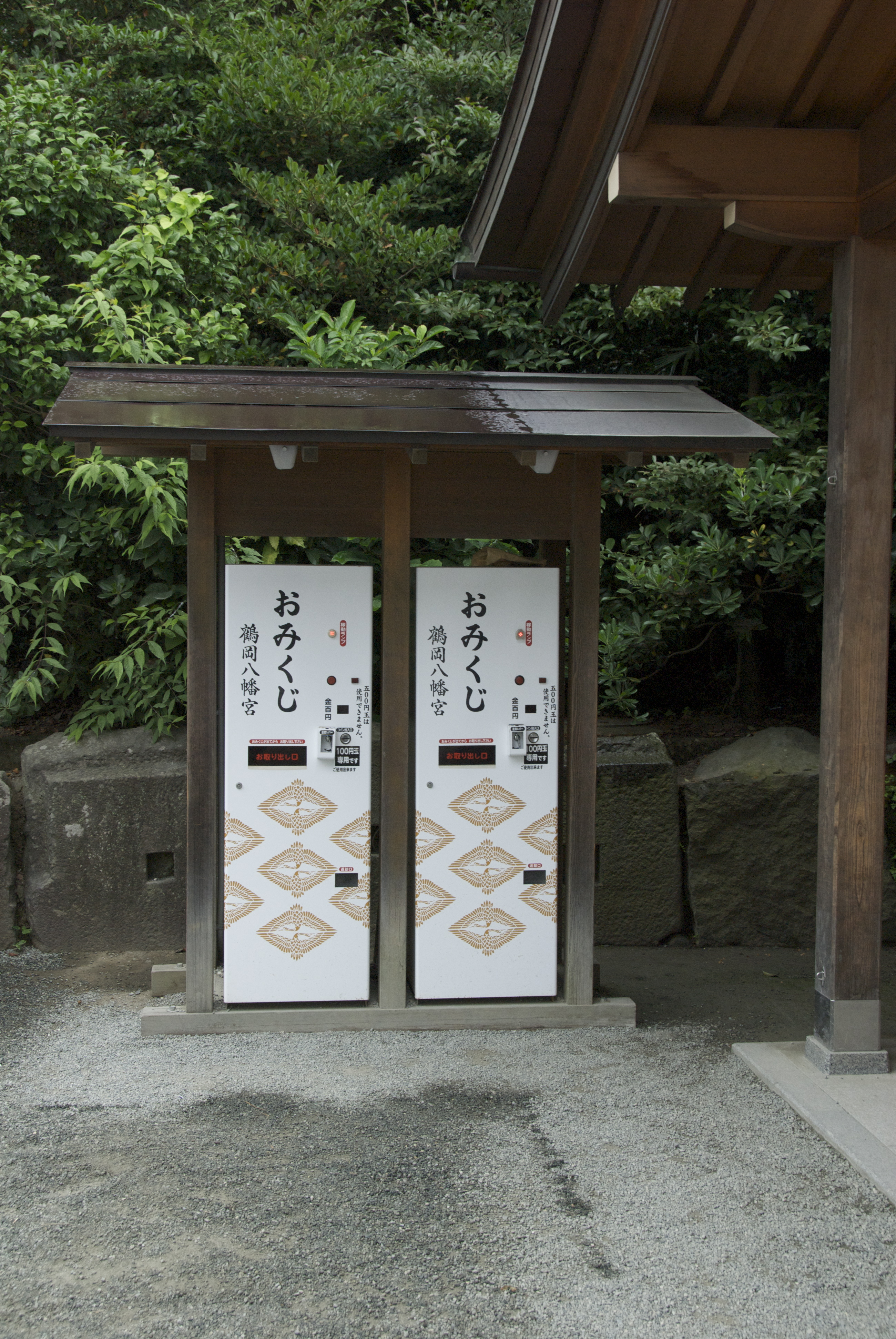
آلة بيع الاو ميكوجي الآلية في أحد معابد الشنتو

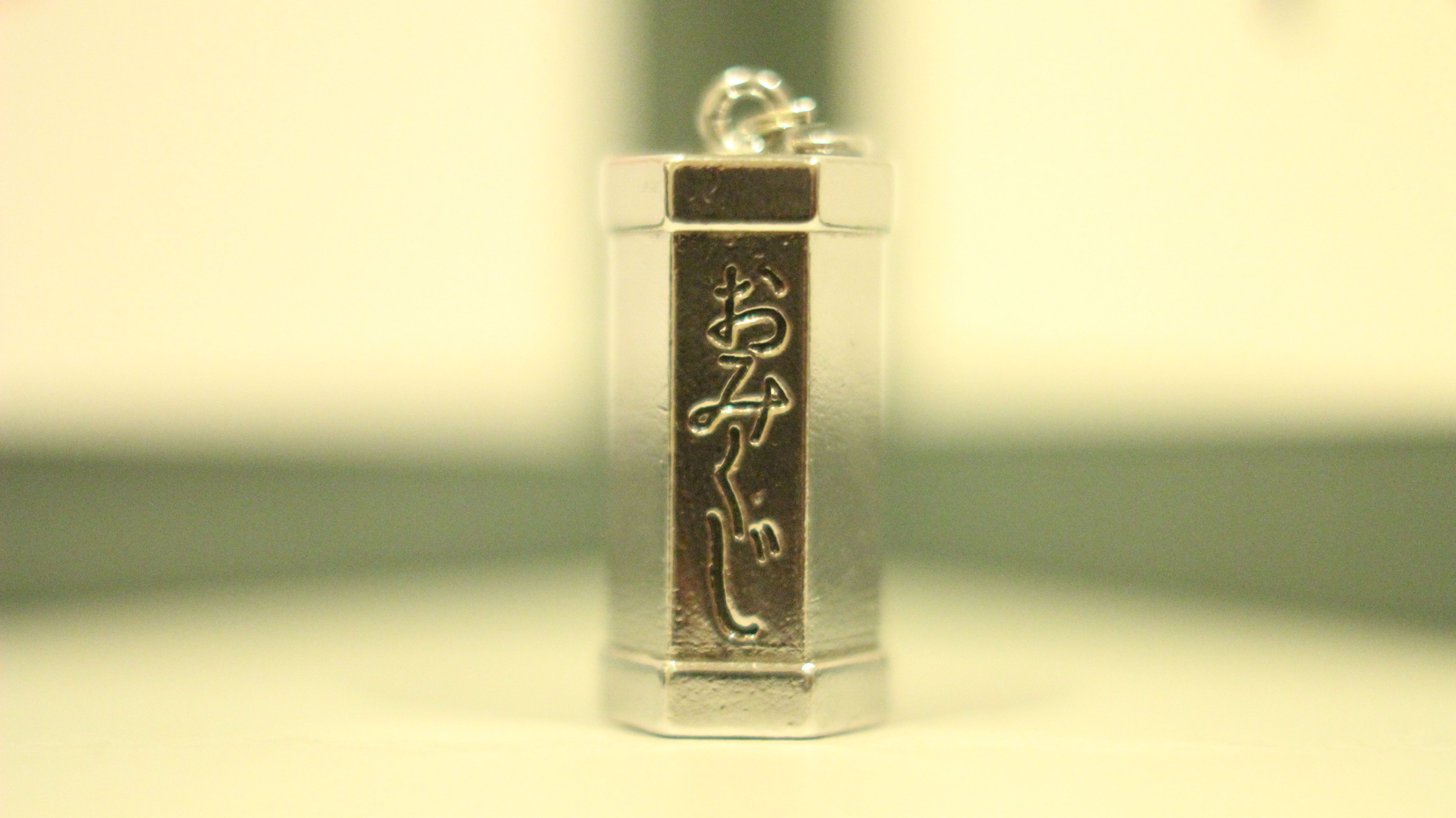
حافظة او ميكوجي

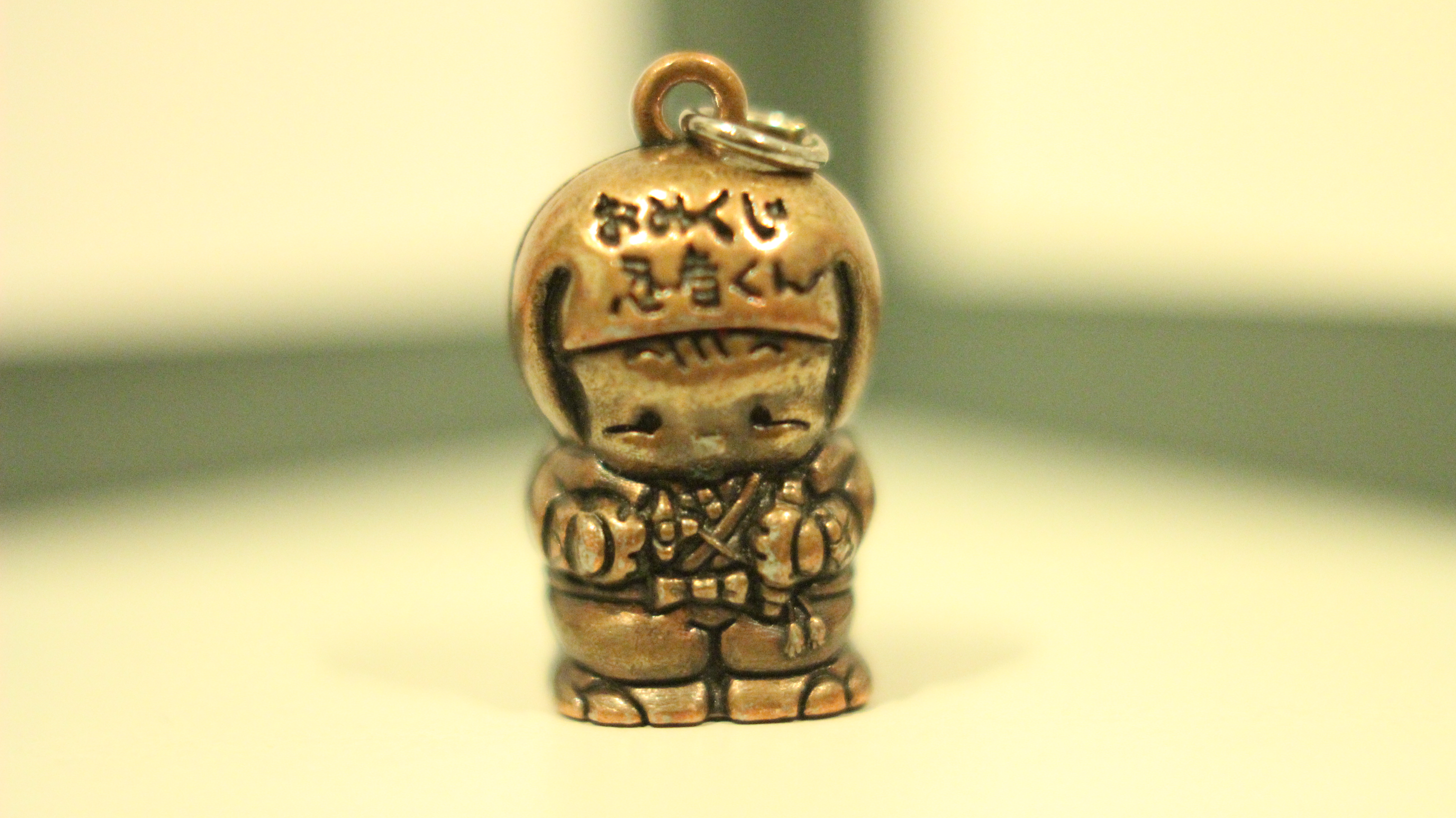
حافظة او ميكوجي مزخرفة

او- ميكوجي (Omikuji) هو اسم لأوراق حظ تكتب على لفافات ورقية وذلك في مزارات الشنتو ومعابد البوذيين. وتعني حرفيا «القسمة المقدسة»، ويُحصل عليها مقابل مبلغ زهيد من المال، وتختلف طريفة الحصول على ورقة الحظ فقد يقوم الفرد عشوائيا باختيار واحدة من الصندوق أو يشتريها من آلة البيع الآلية (والتي بدأت توفر هذه الخدمة منذ عام 2011)، آملا بأن تكون ورقة الحظ المسحوبة جالبة للخير.
وقد تكون ورقة الاو ميكوجي على شكل ورقة مثنية أو لفافة ورقية، وفتح محتوى الورقة يكشف ما كتب بداخلها وهي تحتوي على «نعمة» أو «لعنة» قد تكون أيا من التالي:
- النعمة الكبرى (داي-كي تشي)
- النعمة الوسطى (تشو-كي تشي)
- النعمة الصغرى (شو-كي تشي)
- النعمة (كي تشي)
- نصف نعمة (هان-كي تشي)
- نعمة النهاية (سو- كي تشي)
- نعمة النهاية الصغرى (سو-شو- كي تشي)
- اللعنة (كيو)
- اللعنة الصغرى (شو-كيو)
- نصف لعنة (هان-كيو)
- لعنة النهاية (سو-كيو)
- اللعنة العظمى (داي-كيو)

وتتضمن بعد ذلك جانب أو عدة جوانب من حياة الفرد نذكر منها:
- نيجايجوتو: الرغبة أو الأمنية
- ماشيبيتو: شخص ما طال انتظاره
- يوسيمونو: كتابة ضائعة
- تابيداشي: السفر
- اكيناي: أمور العمل
- جاكومن: الدراسات والتعليم
- ريناي: العلاقات العاطفية
- تنكيو: التنقل أو تغيير مكان الإقامة
- شوسان: الولادة، أو التوصيل
- بيوكي: المرض
- اندان: طلب الزواج أو الخطوبة

إن الاو ميكوجي تتنبأ بمدى فرصة الفرد في تحقيق رغباته وآماله، سواء كان الأمر يتعلق بصحته أو بماله أو بشؤون حياته.
وقد جرت العادة في حال كان التنبؤ سيئا أن تطوى الورقة وتثبت على شجر الصنوبر أو تعلق على جدار من أسلاك معدنية لتجنب الحظ السيئ أو إرجاء وقوعه، والواقع أن إلصاق الأوراق على شجر الصنوبر لا يؤذي الشجرة إذ أنها لا تثبت بمسامير بل عن طريق أداة مصنوعة من الخيرزان تحيط بالشجرة، قامت بعملها الحكومة اليابانية، وبذلك يتمكن الأفراد من إلصاق الأوراق دون أن يُؤذى الشجر.
ويعود سبب ثثبيت الأوراق على شجر الصنوبر إلى الجناس بين كلمتي «الصنوبر» و«الفعل ينتظر» إذ تلفظان «ماتسو» باليابانية، وبهذا جاءت الفكرة بأن ينتظر الحظ السيء على الشجرة بدلا من أن يرافق صاحبه.
وفي حال كان الحظ جيدا فإن صاحب الورقة لديه أحد الخيارين: إما أن يثبت الورقة على الشجرة أو على جدار من أسلاك معدنية بهدف زيادة الخير الذي ستجلبه تلك الورقة، أو أن يحتفظ بالورقة. ولم يعد تثبيت الأوراق مقتصرا على شجر الصنوبر هذه الأيام، بل يثبت على أي شيء يمكن تعليق الورق عليه؛ إذ أن شجر الصنوبر لا يتوفر حول كثير من المعابد. ولربما تبدو هذه العادة شيئا مفرحا ومبهجا للأطفال، إلا أن الاوميكوجي تتوفر في معظم المعابد وتبقى أحد الأنشطة التقليدية المتعلقة بالذهاب إلى المعبد.